# A Question of Love
A Question of Love é um telefilme dramático americano de 1978, dirigido por Jerry Thorpe e escrito por William Blinn. O filme é baseado em um verdadeiro caso jurídico em que uma mãe lésbica lutou pela custódia dos filhos contra o ex-marido, que alegava que seu estilo de vida era imoral. O filme é estrelado por Gena Rowlands e Jane Alexander como o casal de lésbicas, Clu Gulager como o ex-marido, com Ned Beatty e Bonnie Bedelia como os advogados de custódia. Estreou em 26 de novembro de 1978, na ABC, e foi indicado ao Globo de Ouro de melhor minissérie ou telefilme.

## Enredo
Linda Ray Guettner, divorciada e enfermeira, está criando os filhos sem a ajuda do pai, Mike Guettner. Quando ela vai morar com sua amante, Barbara Moreland e sua filha, o filho mais velho de Linda fica desconfiado da natureza do relacionamento delas. Quando ele questiona sua mãe sobre isso, ela diz que é lésbica. Depois de visitar seu pai em um fim de semana, ele decide morar com ele e conta ao pai sobre sua mãe e seu amante. Mike vai ao tribunal e pede a custódia total dos dois meninos. A posição dele é que o estilo de vida dela não atende aos melhores interesses dos meninos. Mesmo com todas as más ações expostas sobre o ex-marido de Linda, a batalha legal que se seguiu se resumiu a se um ambiente com dois pais homossexuais é saudável para as crianças.

## Elenco
- Gena Rowlands como Linda Ray Guettner
- Jane Alexander como Barbara Moreland
- Clu Gulager como Mike Guettner
- Keith Mitchell como Billy Guettner
- Josh Albee como David Guettner
- Nancy McKeon como Susan Moreland
- Ned Beatty como Dwayne Stabler
- Bonnie Bedelia como Joan Saltzman
- S. John Launer como o juiz
- Jocelyn Brando como Sra. Hunnicutt